# Lima-limón

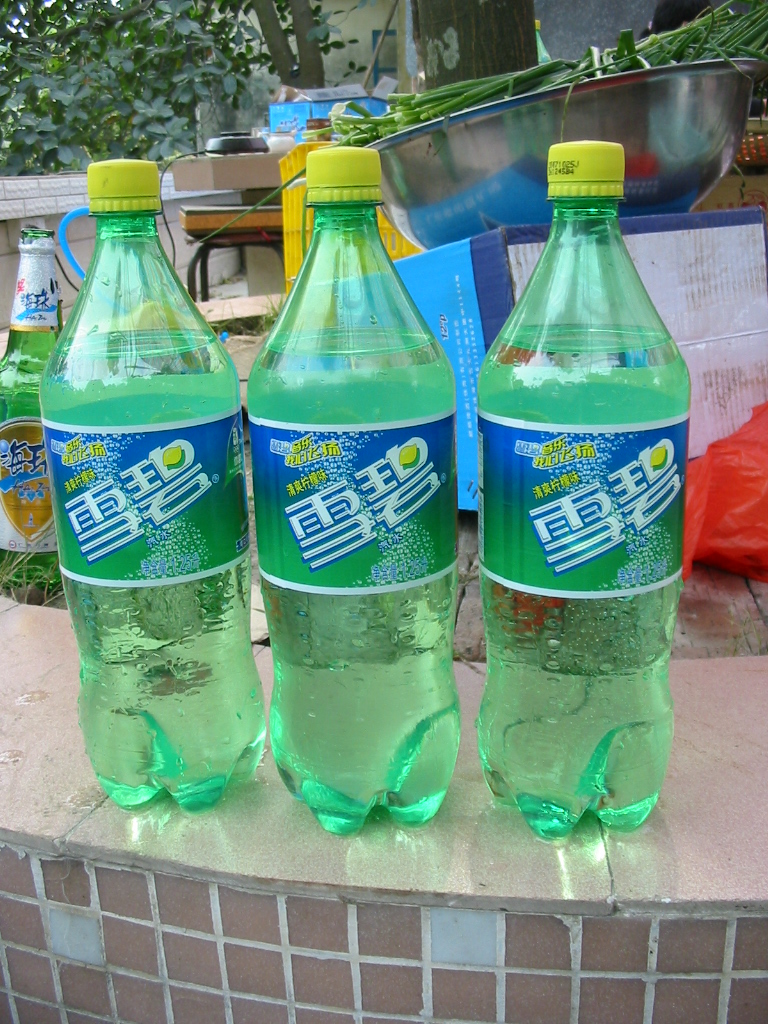
Sprite chino

Lima-limón es un sabor común de bebidas carbonatadas, que constan de aroma de limón y lima. Sprite, Sierra Mist y 7 Up son los ejemplos más populares.

## Descripción
Las gaseosas de lima-limón suelen ser claras y, a veces se pueden confundir con agua carbonatada, pero generalmente se venden en botellas transparentes de color verde para hacer la distinción más clara. Con el tiempo, la popularidad de los refrescos de lima-limón ha crecido como consecuencia de su condición de estar libre de colores artificiales y cafeína. También es conocido este sabor como limón-soda.
El sabor de lima-limón también se utiliza en muchos otros productos alimenticios, tales como paletas heladas, piruletas, bebidas deportivas, y jelly beans.

## Marcas

### Argentina
- Sprite
- 7 Up
- Manaos
- Cunnington

### Estados Unidos
- Sprite
- 7 Up
- Sierra Mist

### Colombia
- Sprite
- 7 Up
- h20h

### Venezuela
- 7 Up
- Chinotto
- Laim (descontinuada)
- Dumbo

### España
- Sprite
- 7 Up
- Clipper (Solo se vende en las Islas Canarias)
- Marcas Blancas

### India
- Limca
- 7Up Nimbooz
- Minute Maid Nimbu Pani

### Nueva Zelanda
- L&P

### Ucrania
- Premyera Lymon (Прем'єра Лимон)

### Túnez
- Boga

### Uruguay
- Sprite
- 7UP
- Nix
- Limol
- Teen
- Sip
- Fagar
- Crush

- Datos: Q1130245
- Multimedia: Lemon-lime sodas / Q1130245